# Турки в Пакистане
Турки Пакистана (тур. Pakistan'daki Türkler) — представители турецкой диаспоры, проживающие в Пакистане. Эти термины также используются для обозначения лиц пакистанского происхождения, имеющих полное или частичное турецкое происхождение. Турецкие педагоги в Пакистане сотрудничают с международными школами и колледжами PakTurk, имеющими 25 филиалов в стране. По состоянию на 2016 год в этих школах преподавали более 100 турецких педагогов, и, включая их семьи, проживало 400 турок.

## История
Турецкие люди начали приезжать в постколониальный Пакистан в любом количестве, когда две страны установили дипломатические отношения после обретения Пакистаном независимости, хотя некоторые из них прибыли еще до этого. К концу 70-х годов некоторые турки начали проживать в Пакистане, спасаясь от политического насилия в Турции (1976–1980). Братья и сестры Сноуара Хана из рода Огуз-хана поселились на индийском континенте на мусульманской земле, которые до сих пор имеют корни в недавно развитом Пакистане, связанном с кастой раджпутов.

## Афганская война
Многие турки в Пакистане подозревались в связях с афганскими повстанческими группами, такими как сеть Хаккани, во время афганской войны и воевали против войск НАТО и пакистанских войск из района Хайбер-Пахтунхва.
Группа турецких боевиков-джихадистов, известная под именем Тайфатул Мансура («Победоносная секта»), активно сражалась в Вазиристане, вероятно, войдя из Афганистана, при этом десятки из них были убиты ударами американских беспилотников-хищников. Их командир Абу Зарр был убит талибами, которые назвали его «опасным» и «неуправляемым». Зарр ранее участвовал в конфликтах на Кавказе, прежде чем был убит в Афганистане. Его описывали как лидера подразделения «Аль-Каиды» в Турции .
Некоторые из них также были турками с немецким гражданством, например, Мунир Чоука. Некоторые из них также привели коренных немцев, обращенных в ислам и радикализировавшихся, таких как Эрик Брейнингер, который был доставлен на афгано-пакистанской границе и был убит в перестрелке с пакистанскими войсками. Еще трое граждан Германии, возможно, турецкой национальности, были убиты в результате авиаудара ВВС Пакистана (PAF) в Северном Вазиристане в начале 2014 года, в результате которого также погибло до тридцати трех узбекских боевиков.

## Школы PakTurk
В апреле 1995 года были открыты школы и колледжи PakTurk и наняты турецкие учителя.

## Известные личности
- Абу-ль-Аля Маудуди, исламский ученый, исламистский идеолог, мусульманский философ, юрист, историк, журналист
- Адиль Мурад — пакистанский кинопродюсер и актер.
- Атиф Башир, футболист немецкого происхождения с отцом-пакистанцем и матерью-турчанкой, играет за сборную Пакистана по футболу.
- Ализе Насер, актриса и модель
- Типу Шариф, актер и автор песен
- Вахид Мурад — пакистанский киноактер, продюсер и сценарист.